# Parque Estadual de Parati Mirim
O Parque Estadual de Parati Mirim é um parque ambiental situado no município de Paraty, no estado do Rio de Janeiro, no Brasil.

## História
Durante os séculos XVIII e XIX, a região foi um importante porto comercial alternativo ao porto de Paraty. Durante o século XVIII, escoou o ouro vindo de Minas Gerais e, no século seguinte, foi um porto de desembarque clandestino de escravos para as fazendas de café de São Paulo. A partir do século XIX, no entanto, a região entrou em decadência.
A área de proteção ambiental foi criada pelo decreto 15 927, de 29 de novembro de 1972. Pelo decreto 996, de 17 de novembro de 1976, passou a denominar-se "área estadual de lazer de Paraty-mirim", destacando o fato de, além de ser uma área de proteção ecológica, também ser uma área propícia ao turismo. Foi criado pela Secretaria de Patrimônio da União do Ministério do Planejamento, Orçamento e Gestão, através da Portaria nº 55 de 7 de março de 2006.[carece de fontes?]
Em 2013, foi realizada uma consulta pública discutindo os estudos técnicos que recomendaram a transformação das áreas ambientalmente mais preservadas da "área estadual de lazer de Paraty-mirim" em parque estadual, visando a uma maior proteção contra a ocupação humana.